# Învierea fiului văduvei din Sarepta Sidonului

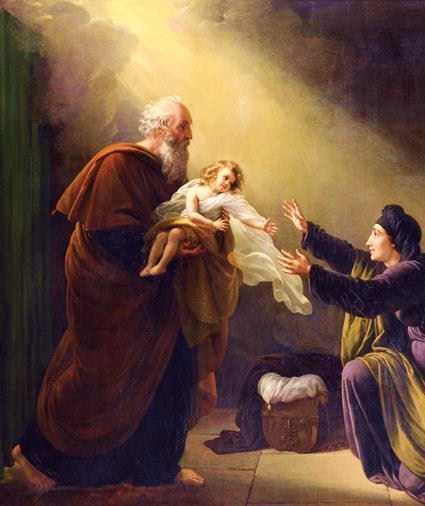
Pictură de Louis Hersent.

Învierea fiului văduvei din Sarepta Sidonului este o minune a profetului Ilie menționată în Biblia ebraică, Cartea a treia a Regilor, capitolul 17.

## Context
Ilie este menționat pentru prima dată în Biblie în capitolul 17 al Cărții a treia a Regilor. Se precizează acolo că Ilie era un prooroc originar din orașul Tesba (aflat în regiunea Galaad), care l-a vizitat pe regele Ahab pentru a-i da un mesaj de la Dumnezeu că nu va mai ploua în țară până când nu va spune el (v. 1). Pentru a evita mânia regelui, Dumnezeu i-a spus lui Ilie să se ascundă pe malul pârâului Cherit, unde a fost hrănit cu pâine și carne de corbii trimiși de Dumnezeu (vv. 2-6).
După un timp, din cauza secetei, pârâul Cherit a secat, astfel că Dumnezeu i-a spus lui Ilie să meargă în orașul Sarepta din apropierea Sidonului și să caute acolo o femeie văduvă care îi va da apă și alimente (vv. 7-9). Ilie află că văduva are un fiu și că ei mai au făină și ulei doar pentru încă o masă, după care urmează să moară de foame. În ciuda acestui fapt, văduva îl ajută pe Ilie (vv. 11-14). Pentru acest act de omenie al văduvei, Dumnezeu a făcut ca făina și uleiul să nu se termine niciodată (vv. 15-16).

## Ilie, văduva și fiul văduvei
| “ | După aceasta s-a îmbolnăvit copilul femeii, stăpâna casei, și boala lui a fost atât de grea, că n-a mai rămas suflare într-însul. Și a zis ea către Ilie: „Ce ai avut cu mine, omul lui Dumnezeu? Ai venit la mine ca să-mi pomenești păcatele mele și să-mi omori fiul?” (Cartea a treia a Regilor 17:17-18) | ” |

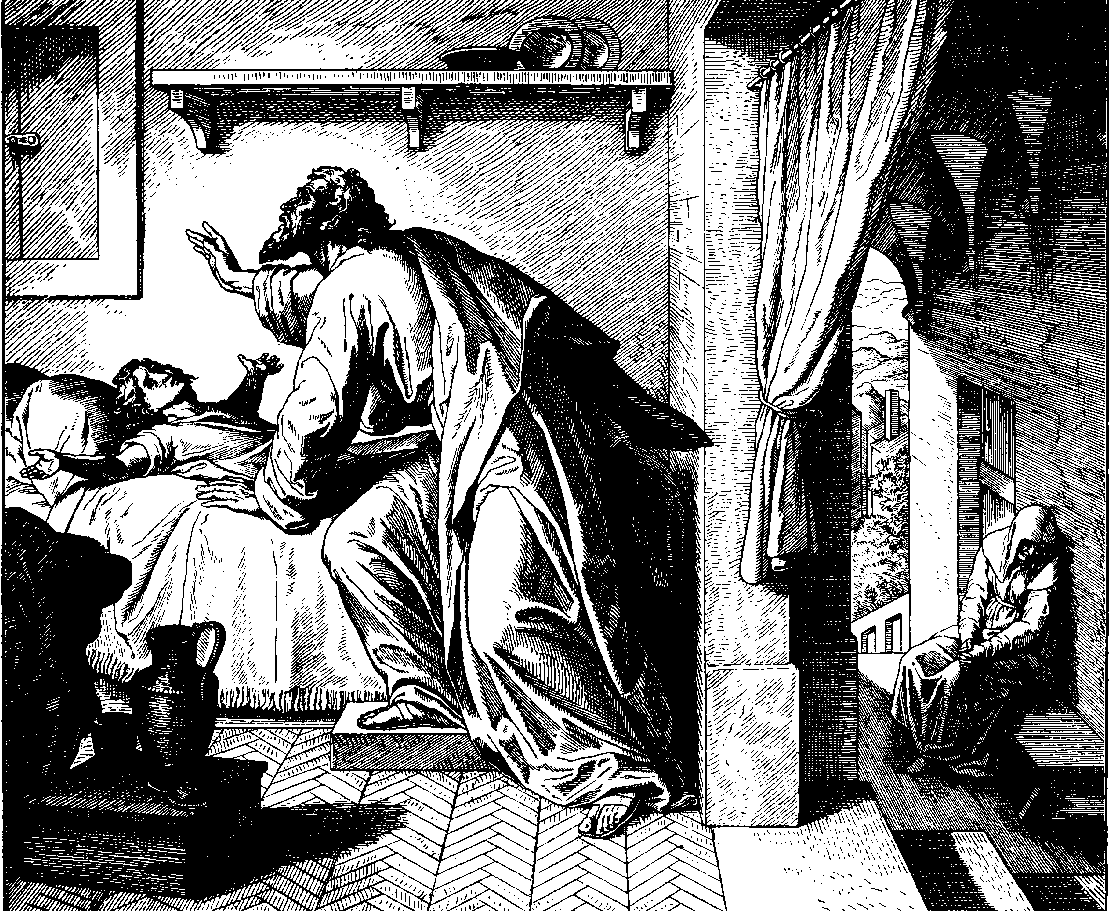
Xilogravură din 1860 realizată de Julius Schnorr von Karolsfeld

Profesorul universitar de studii religioase Victor H. Matthews sugerează că femeia „folosește sarcasmul care este menit să-l rușineze pe profet pentru că a fost cauza morții fiului ei”. Ilie nu încearcă să discute cu femeia îndurerată și îl duce pe fiul ei în dormitorul său, unde se roagă lui Dumnezeu, cerându-i ajutorul.
| “ | Și suflând de trei ori peste copil, a strigat către Domnul și a zis: „Doamne Dumnezeul meu, să se întoarcă sufletul acestui copil în el!” Și a ascultat Domnul glasul lui Ilie; și s-a întors sufletul copilului acestuia în el și a înviat. (Cartea a treia a Regilor 17:21-22) | ” |

Apoi el a coborât cu copilul la parterul casei și l-a dat viu mamei sale. Văzând minunea, văduva a spus: „Acum cunosc și eu că tu ești omul lui Dumnezeu” (v. 24), iar, prin urmare, Ilie „își recapătă onoarea și statutul său”.
Rabinul Eliezer ben Hyrcanus, cunoscut și sub numele de rabinul Eliezer Hagadol, a afirmat că fiul văduvei care a fost înviat prin rugăciunea lui Ilie este profetul Iona, asociat mai ales cu incidentul biblic al înghițirii sale de către un pește uriaș. Cercetătorii biblici au remarcat existența unor paralele verbale cu învierea fiului văduvei din Nain, menționată în Evanghelia după Luca. Minunea dumnezeiască mijlocită de Ilie este reprezentată în picturile murale din sinagoga din Dura.